# Ruschia haworthii
Ruschia haworthii är en isörtsväxtart som beskrevs av Hans Jacobsen och Rowley. Ruschia haworthii ingår i släktet Ruschia och familjen isörtsväxter. Inga underarter finns listade i Catalogue of Life.